# Ковпаківський район
Ковпаківський район — один з двох районів міста Суми. Населення — близько 140 тисяч. 
Район немає власного органу самоврядування. З часу закінчення повноважень Зарічної та Ковпаківської районних рад 23-го скликання, у місті Суми було ухвалено не утворювати на території Ковпаківського та Зарічного районів міста представницьких органів відповідно з рішенням Сумської міської ради від 4 жовтня 2000 року.

## Населення

### Мовний склад
Рідна мова населення за даними перепису 2001 року:
| Мова            | Чисельність, осіб | Доля    |
| --------------- | ----------------- | ------- |
| Українська      | 112 047           | 79,51 % |
| Російська       | 26 282            | 18,65 % |
| Білоруська      | 113               | 0,08 %  |
| Вірменська      | 83                | 0,06 %  |
| Ромська         | 81                | 0,06 %  |
| Болгарська      | 11                | 0,01 %  |
| Польська        | 8                 | 0,01 %  |
| Інші/Не вказали | 2 293             | 1,62 %  |
| Разом           | 140 918           | 100 %   |